# منشأة مصبح
قرية منشاة مصبح هي إحدى القرى التابعة لمركز بنى عبيد في محافظة الدقهلية في جمهورية مصر العربية. حسب إحصاءات سنة 2006، بلغ إجمالي السكان في منشاة مصبح 4317 نسمة، منهم 2208 رجل و2109 امرأة.